# Frauenwahlrecht in Südostasien

Lage Südostasiens

Das Frauenwahlrecht in Südostasien, also in Brunei, Indonesien, Kambodscha, Laos, Malaysia, Myanmar, Osttimor, Singapur, Thailand, Vietnam und auf den Philippinen, weist keine einheitliche Entwicklung auf. So war zum Beispiel Thailand eines der ersten Länder in Asien, die das allgemeine Wahlrecht einführten. In Brunei dagegen gibt es bis heute weder für Frauen noch für Männer ein Wahlrecht. Auch die Umstände, unter denen das Frauenwahlrecht erlangt wurde, waren unterschiedlich: Wie es in Zeiten des Kampfes gegen Kolonialmächte häufig geschah, wurde in Indonesien und auf den Philippinen die Frauenemanzipation zu einem Teil und Symbol der nationalen Befreiung und des Kampfes für Demokratie. In Thailand dagegen kämpften die Frauen nicht für ihr aktives und passives Wahlrecht, sondern sie erhielten es zusammen mit den Männern am 10. Dezember 1932.

## Untersuchung möglicher Einflussfaktoren auf die politische Repräsentation von Frauen

### Religion
Indonesien ist das bevölkerungsreichste Land mit einer islamischen Bevölkerungsmehrheit. Auffällig ist, wie gering der Einfluss dieser Tatsache auf die Geschehnisse um die Einführung des Frauenwahlrechts war. Es gab säkulare und muslimische Frauengruppen. Diese schlossen sich in die Federation of Indonesian Women’s Association zusammen, die 1938 das Frauenwahlrecht als Hauptthema auf die Tagesordnung ihrer Versammlung setzte.

### Situation am Ende der Kolonialzeit
Wie es in Zeiten des Kampfes gegen Kolonialmächte häufig geschah, wurde in Indonesien und auf den Philippinen die Frauenemanzipation zu einem Teil und Symbol der nationalen Befreiung und des Kampfes für Demokratie.

### Männerwahlrecht
1907 erhielten auf den Philippinen im Zuge der Unabhängigkeitskämpfe Männer das Wahlrecht, und dies ermutigte wie in anderen Staaten Frauen, für ihresgleichen ein Wahlrecht zu gleichen Bedingungen wie das der Männer zu fordern.

### Bildung
Auf den Philippinen erwies sich weniger der Widerstand der Männer als vielmehr das Desinteresse der Frauen als Hindernis für das Frauenwahlrecht. Seit 1908 war Frauen aber der Zugang zu den Universitäten erlaubt, und die Frauenwahlrechtsbewegung erhielt erst mehr Zuspruch, als mehr und mehr Frauen in qualifizierten Berufen arbeiteten. Wie auch in anderen Staaten war die erste Ärztin des Landes, Maria Paz Mendoza-Guazon eine der Galionsfiguren. Sie rief die Women Citizins League ins Leben. Die Frauen begannen, mit Veranstaltungen und durch Weitergabe von Informationen an die Presse andere Schichten anzusprechen und für das Frauenwahlrecht zu begeistern.

## Einzelne Staaten

### Brunei
Weder für Frauen noch für Männer gibt es ein Wahlrecht.
1983 wurde Brunei unabhängig. Von den 33 derzeitigen Mitgliedern (2017) des Gesetzgebenden Rates wurden 20 vom Sultan ernannt; die anderen 13 sind Mitglieder von Amts wegen, nämlich Sultan, Kronprinz und 11 Minister. Von den 33 Ratsmitgliedern sind drei (9,09 %) Frauen.

### Indonesien
Bis zur Invasion durch Japan 1942 wurde das Land von einer niederländischen Kolonialregierung geleitet. 1935 wurde eine europäische, keine indonesische Frau zur Abgeordneten des Rates des Volkes ernannt.
Nach Blackburn verschaffte die koloniale Regierung einigen (nämlich den europäischen) Frauen 1938 das passive und 1941 das aktive Wahlrecht. Abweichend davon entnimmt Adams einer Quelle die Einführung des Frauenwahlrechts nur für holländische Frauen 1941 als Vorschlag der Kolonialregierung, der nach Protesten aus der Bevölkderung fallen gelassen wurde.
Nach einer weiteren Quelle wurde der Plan der Kolonialherren nur auf der lokalen Ebene umgesetzt. Wie in den Niederlanden, so ging auch hier das passive dem aktiven Wahlrecht voraus. Vier Frauen wurden gemäß dieser Quelle im Jahr 1938 und danach in Stadträte gewählt, als dies möglich geworden war.
Nach der Niederlage gegen Japan erklärte der nationalistische Führer Sukarno am 17. August 1945 die Unabhängigkeit. In einer Verfassung aus demselben Jahr wurde das Wahlrecht Frauen und Männern verliehen, doch geschah dies in einer politisch unübersichtlichen Situation mit unklaren Machtverhältnissen. Die Holländer leisteten Widerstand und es folgte ein bewaffneter Konflikt, in dem Frauen die Guerillas unterstützten sowie die Versorgung der Bevölkerung mit medizinischer Hilfe und Nahrungsmitteln organisierten. Trotz der formalen Unabhängigkeit war Indonesien nicht in der Lage, eine unabhängige Regierung auf die Beine zu stellen, bis die Niederländer 1948 abgezogen waren.
1955 wurden erstmals Wahlen abgehalten. Im neuen Parlament nach 1955 saßen mit 18 von 257 Parlamentsabgeordneten nur wenige Frauen. In der Regierung war kein weibliches Mitglied. In der Folgezeit war der Fortschritt gering.
Obwohl zwischen 1955 und 1999 Wahlen abgehalten wurden, war dies kein Zeichen für die Ausübung von Bürgerrechten, da die Regierungen diktatorisch waren. 1999 wurden freie und gerechte Wahlen wieder möglich gemacht. Wie schon 1955 gab es auch 1999 relativ wenige Kandidatinnen, und der Frauenanteil im Parlament von nur acht Prozent stellte einen dramatischen Rückgang im Vergleich zur vorausgehenden Wahlperiode dar.

### Kambodscha
Am 25. September 1955 wurden das aktive und passive Wahlrecht für Frauen eingeführt.
Seit März 1958 saß erstmals eine Frau im nationalen Parlament. Keine Frau wurde ins Unterhaus gewählt, bevor das 1976 das Einkammersystem eingeführt wurde.

### Laos
1953 wurde das Land unabhängig, 1958 wurde das aktive und passive allgemeine Frauenwahlrecht eingeführt.
Khampheng Boupha wurde am 4. Mai 1958 als erste Frau ins nationale Parlament gewählt.

### Malaysia
Unter der Kolonialverwaltung wurde das Frauenwahlrecht 1955 eingeführt. Als das Land 1957 von Großbritannien unabhängig geworden war, wurden das aktive und passive Frauenwahlrecht am 31. August 1957 in die Verfassung aufgenommen.
Halimaton Abdul Majid wurde 1955 als erste Frau in das koloniale gesetzgebende Gremium gewählt; 1960 zogen zwei Frauen als erste weibliche Abgeordnete ins nationale Parlament ein. In den 1950er Jahren waren gar keine Frauen in den gesetzgebenden Gremien; aber selbst 1995 war ihre Zahl nur auf acht Prozent der Abgeordneten gestiegen.

### Myanmar
1923 war Burma noch eine Provinz Indiens und unter britischer Herrschaft. Männer und Frauen, die Steuern zahlten, erhielten das Wahlrecht. Frauen und Männer unterlagen damit zwar formal denselben Einschränkungen; da jedoch nur Männer dazu verpflichtet waren, eine Kopfsteuer zu zahlen, gab es viel mehr Steuerzahler als Steuerzahlerinnen, sodass Frauen in der Praxis immer noch am Wählen gehindert waren. Zu dieser Zeit kamen auf zwei Millionen Wähler nur 125 000 Wählerinnen. Jedoch wurde die Einschränkung 1929 aufgehoben. Trotzdem saßen nur sehr wenige Frauen in den kommunalen Gremien und der gesetzgebenden Versammlung.
Als 1935 der Government of Burma Act in Kraft trat, endete Burmas Zeit als Provinz Indiens. Obwohl es noch unter britischer Herrschaft stand, hatte es nun sein eigenes gesetzgebendes Gremium. Für dieses Repräsentantenhaus hatten Frauen gemäß der neuen Verfassung von 1937 nun das Wahlrecht, wenn sie einen Lese- und Schreibtest bestanden hatten. Auf diese Weise stieg die Zahl der Wählerinnen auf 750 000. Diese Verfassung wurde aufgehoben, als die Japaner 1942 das Land besetzten, aber nach der erneuten Besetzung durch die Briten und die Entlassung in die Unabhängigkeit 1948 erhielten Frauen das allgemeine Wahlrecht.
Als Frauen 1923 das aktive Wahlrecht erhielten, wurde ihnen das passive nicht zugestanden. 1927 gab es eine Vorlage in der gesetzgebenden Versammlung, die dies ändern sollte; doch die Briten lehnten sie ab. Dies führte zu Unmut bei den Frauen und einer Demonstration in Ragoon. 1929 wurde die Beschränkung jedoch aufgehoben und somit das passive Frauenwahlrecht auf derselben Basis wie das passive Männerwahlrecht erreicht.
Daw Hnin Mya wurde 1937 als erste Frau in das koloniale gesetzgebende Gremium gewählt; im April 1947 zogen vier Frauen als erste weibliche Abgeordnete in das nationale Parlament ein.

### Osttimor
Siehe auch Politische Partizipation der Frauen in Osttimor
Ab 1896 durfte Portugiesisch-Timor mit Macau zusammen einen Abgeordneten in das portugiesische Parlament schicken.
2001 saß die erste Frau in der Konstituierenden Versammlung des Landes, die nach der Unabhängigkeit 2002 auch dessen erste Legislative wurde.
siehe Liste der Abgeordneten im Nationalparlament Osttimors 2001–2007
Davor waren im Oktober 1999 vier Frauen in den fünfzehnköpfigen National Consultative Council NCC berufen worden, der damals während der Übergangsverwaltung der Vereinten Nationen für Osttimor die Bevölkerung vertrat. Mindestens jeder dritte Platz auf den Wahllisten muss von einer Frau belegt sein (2018). Im aktuellen Parlament (2018) sind 33,85 % der Abgeordneten Frauen.

### Philippinen

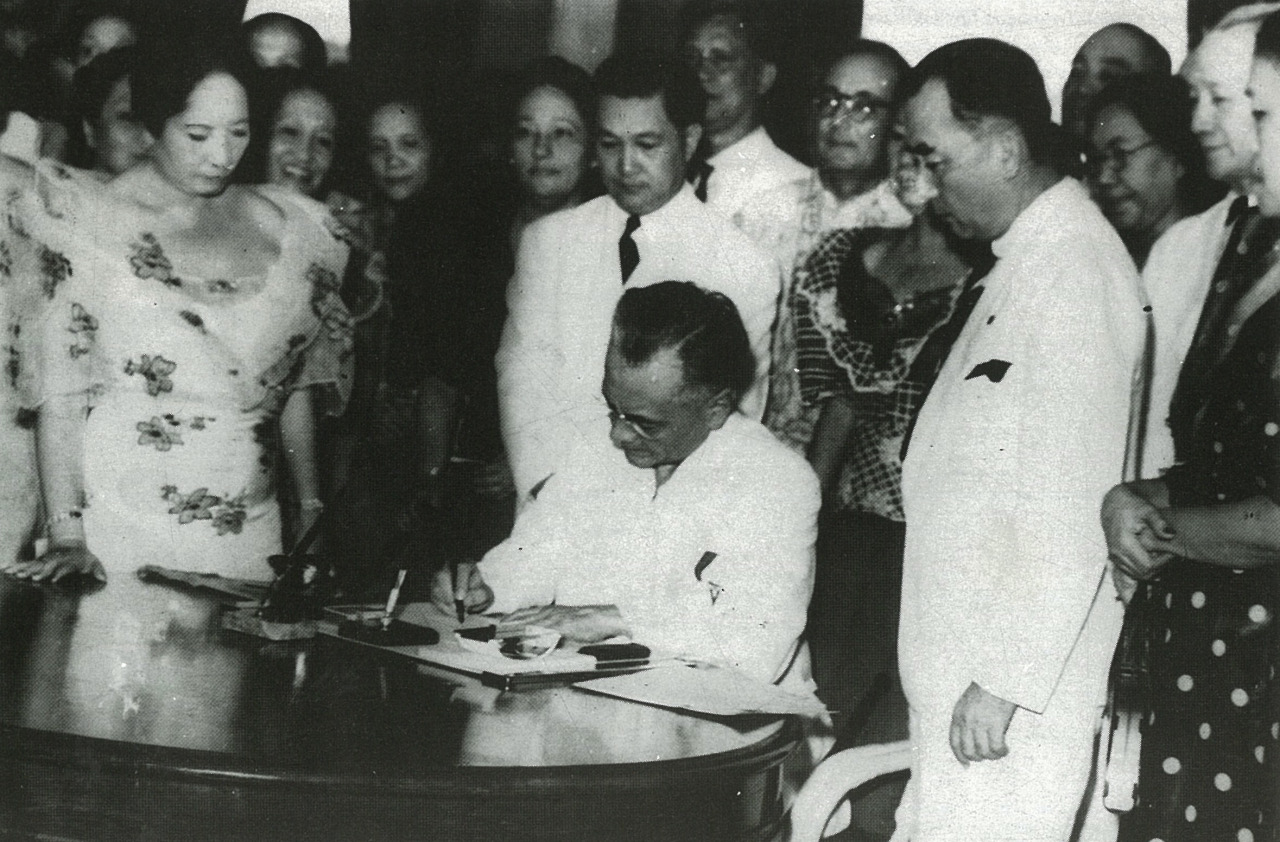
Der philippinische Präsident Manuel L. Quezon (Mitte) unterschreibt das Frauenwahlrechtsgesetz, das aufgrund der Volksabstimmung von 1937 beschlossen wurde. Links steht seine Ehefrau Aurora Aragon Quezon.

Lange hatte die Frauenbewegung sich auf den Philippinen darauf beschränkt, die soziale Situation zu verbessern. 1905 wurde aber von Concepción Felix die Asociación Feminista Filipina gegründet, die das Frauenwahlrecht als eines ihrer Ziele propagierte. 1906 wurde dann die erste Organisation ins Leben gerufen, die sich das Frauenwahlrecht als Hauptziel auf die Fahnen schrieb, die Asociación Feminista Ilonga. Die Gründerin Pura Villanueva Kalaw sah keinen Widerspruch zwischen ihrer Rolle als feministische Aktivistin und Schönheitskönigin; 1908 war sie Karnevalsprinzessin von Manila. Zwischen 1912 und 1918 wurden vier Gesetzesvorlagen zur Einführung des Frauenwahlrechts eingebracht, die jedoch alle scheiterten.
Als Hindernis für das Frauenwahlrecht erwies sich auf den Philippinen weniger der Widerstand der Männer als vielmehr das Desinteresse der Frauen. Seit 1908 war Frauen der Zugang zu den Universitäten erlaubt, und die Frauenwahlrechtsbewegung erhielt erst mehr Zuspruch, als mehr und mehr Frauen in qualifizierten Berufen arbeiteten. Wie auch in anderen Staaten war die erste Ärztin des Landes, Maria Paz Mendoza-Guazon eine der Galionsfiguren. Sie rief die Women Citizins League ins Leben. Die Frauen begannen, mit Veranstaltungen und durch Weitergabe von Informationen an die Presse andere Schichten anzusprechen und für das Frauenwahlrecht zu begeistern.
1933 wurde im Repräsentantenhaus ein Gesetz verabschiedet, das ab Januar 1935 das Frauenwahlrecht vorsah. Dieses Gesetz war eine Ergänzung zum Abschnitt 431 des Verwaltungsgesetzbuches. Diese Ergänzung war mit dem Hare-Hawes-Cutting-Unabhängigkeitsgesetz verknüpft, das bei der Abstimmung keine Mehrheit fand.
Bevor Frauen tatsächlich wählen konnten, wurde die Entscheidung von 1933 durch eine Verfassunggebende Versammlung 1934 widerrufen, die eine neue Verfassung ausarbeitete, die den veränderten Status der Philippinen als eines Commonwealth innerhalb der USA widerspiegeln sollte. Diese Versammlung entschied, die Einführung des Frauenwahlrechts an eine erfolgreiche Volksabstimmung über diese Frage zu knüpfen. Wahlberechtigt waren bei dieser Abstimmung nur Frauen, mindestens 300 000 Stimmen brauchte es für einen Erfolg. Über eine halbe Million Frauen ließen sich für die Abstimmung registrieren und 447 725 Frauen stimmten am 30. April 1937 dafür, Frauen das aktive und passive Wahlrecht auf derselben Ebene wie Männern zu geben. Dies geschah vor der Unabhängigkeit, noch unter US-amerikanischer Verwaltung, durch das Plebiscite Law, Commonwealth Act No. 34. Es wurde bei der Unabhängigkeit 1946 bestätigt.
Elisa Rosales Ochoa wurde im November 1941 als erste Frau in das gesetzgebende Commonwealthgremium (National Assembly) gewählt, Remedios Ozamis Fortica 1946 als erste Frau in das nationale gesetzgebende Gremium (House of Representatives), das 99 Mitglieder hatte und Geronima T. Pecson 1953 als erste Frau in den Senat, der 8 Mitglieder zählte.

### Singapur
Unter britischer Verwaltung erhielten Frauen am 18. Juli 1947 das aktive und passive Wahlrecht und übten dieses bei den Wahlen zum Legislative Council von 1948 erstmals aus. Bei der Unabhängigkeit 1965 wurden diese Rechte bestätigt.
Vilasini Menon wurde 1951 als erste Frau ins koloniale gesetzgebende Gremium gewählt. Im Juli 1963 wurden drei Frauen ins nationale Parlament gewählt und waren ab 21. September 1963 im Amt.

### Thailand
Nach Sri Lanka war Thailand eines der ersten Länder in Asien, die das allgemeine Wahlrecht einführten.
Bis 1932 regierte in Thailand ein absolutistischer Herrscher ohne politische Institutionen, die das Volk repräsentierten. Im Juni 1932 wurde die absolute Monarchie durch einen Staatsstreich in eine konstitutionelle Monarchie umgewandelt. In Thailand kämpften die Frauen nicht für ihr aktives und passives Wahlrecht, sondern sie erhielten es zusammen mit den Männern am 10. Dezember 1932. Damals wurde eine Assembly of Representatives, ein Parlament, geschaffen. Bis 1933 wurden alle 70 Abgeordneten von der Partei des Volkes ernannt. 1933 wurde das allgemeine Wahlrecht erstmals indirekt ausgeübt, als die Hälfte der Abgeordneten gewählt wurde. 1937 erfolgte die direkte Wahl der Hälfte der Abgeordneten, aber die Regierung löste das Parlament auf, als es Widerstand zeigte. Erst 1952 wurde das Parlament als Ganzes gewählt.
Bei den Lokalwahlen gab es Beschränkungen für Frauen, die fast zwei Jahrzehnte vor 1932 geschaffen wurden und erst 1982 aufgehoben wurden. Frauen durften bei lokalen Wahlen, in denen die Dorfoberhäupter bestimmt wurden, nicht kandidieren. Es sieht so aus, als seien Frauen damals wegen ihres Geschlechts für unfähig erachtet worden, die Kontrollfunktionen eines Dorfoberhaupts auszuüben. Genauso wenig durften Frauen einer Gruppe von Dörfern vorstehen.
Orapin Chaiyakarn wurde am 5. Juni 1949 als erste Frau ins nationale Parlament gewählt. Es handelte sich um eine Nachwahl, die reguläre Wahl dazu fand 1948 statt.

### Vietnam
Nach einer Quelle verlautbarten die Viet Minh bei Gründung der DRV das allgemeine Wahlrecht unabhängig von den Geschlechtern. Der Autor nennt kein konkretes Datum, aber benennt die Dekrete No. 14 und No. 51 als Rechtsgrundlagen und schildert, dass dies im Rahmen der Machtübernahme während der Augustrevolution (Unabhängigkeitserklärung 2. September 1945) geschehen sei.
Am 2. September 1945 wurde die Demokratische Republik Vietnam ausgerufen. Frauen erhielten im Rahmen der Machtübernahme während der Augustrevolution (Unabhängigkeitserklärung 2. September 1945) erstmals gleiche Rechte wie Männer, auch das Wahlrecht. Rechtsgrundlage hierfür waren die Dekrete Nummer 14 und Nummer 51.
Ausgeübt wurde das Recht erstmals bei den Wahlen vom 6. Januar 1946. 1946 waren in der gesetzgebenden Versammlung nur 2,5 Prozent der Abgeordneten Frauen.
Die Demokratische Republik Vietnam umfasste nur kurz das ganze Gebiet des Landes. 1946 kehrte in den Süden die französischen Kolonialmacht zurück. Während der Kolonialzeit bis 1954 gab es kein Wahlrecht für nicht-naturalisierte Indigene der Kolonie. Eine Quelle berichtet von einem aktiven Frauenwahlrecht in Südvietnam zur Wahl von Ngo Dinh Diem 1955.
In der Demokratischen Republik Vietnam wurden am 6. Januar 1946 zehn Frauen als erste weibliche Abgeordnete ins nationale Parlament gewählt. Trần Lệ Xuân wurde in der Republik Vietnam entweder am 4. März 1956 in die Konstituierende Versammlung oder am 30. August 1959 in die Nationalversammlung gewählt, möglicherweise gleichzeitig auch noch mehrere andere Frauen. Für die Nationalversammlung des wiedervereinigten Vietnams erhielten 132 Frauen im April 1976 ein Mandat.